# جیمز داشو
جیمز داشو (انگلیسی: James Dashow؛ ‏ زادهٔ ۷ نوامبر ۱۹۴۴) آهنگساز و موسیقی‌دان اهل ایالات متحده آمریکا است که در سبک‌های موسیقی الکتروآکوستیک، موسیقی بی‌کلام و اپرا فعالیت دارد. وی یکی از نخستین کسانی است که در مرکز کامپیوتر دانشگاه پادووا «موسیقی کامپیوتری» ساخت و مدتی مدرس موسیقی مؤسسه فناوری ماساچوست و دانشگاه پرینستون بود.
از فیلم‌هایی که وی در آن‌ها نقش داشته است، می‌توان به اوئدیپوس اُرکا اشاره نمود.